# York Township (contea di Sandusky)
York Township è una delle dodici civil township della Contea di Sandusky nello stato dell'Ohio, Stati Uniti d'America e una delle 10 York Township omonime dello stato dell'Ohio.. Secondo il censimento del 2000, a quella data era abitata da 2512 persone.
York Township ha dato i natali al senatore George W. Norris, una delle persone descritte nel libro di John F. Kennedy, Profiles in courage.

## Geografia
Situata nell'angolo sudorientale della contea, confina con le seguenti township:
- Townsend Township - nord
- Groton Township - nordest
- Lyme Township - sudest
- Thompson Township - sud
- Adams Township – angolo sudovest
- Green Creek Township - ovest
- Riley Township – angolo nordovest

Parti di altre due città si trovano in York Township: Bellevue nel sudest, e Clyde a ovest.

## Governo
La township è amministrata da un consiglio di tre membri, che vengono eletti per quattro anni nel novembre degli anni dispari ad iniziare dal 1º gennaio. Due vengono eletti nell'anno successivo le elezioni presidenziali e uno nell'anno precedente. Vi è anche un ufficiale delle imposte eletto, che rimane in carica per quattro anni a partire dal 1º aprile dell'anno successivo alle elezioni, che si tengono nel novembre dell'anno che precede le elezioni presidenziali. 